# Harry Lowe (Fußballspieler, März 1886)
Henry Charles „Harry“ Lowe (* 20. März 1886 in Whitwell; † 25. Oktober 1958 in Worksop) war ein englischer Fußballspieler. Zumeist als Mittel- und anfänglich als Außenläufer eingesetzt, war er zwischen 1911 und 1920 langjähriger Spieler des FC Liverpool und zwischen 1913 und 1915 Kapitän der Mannschaft.

## Sportlicher Werdegang
Nach ersten fußballerischen Erfahrungen bei seinem Heimatklub Whitwell St Lawrence schloss sich Lowe im Mai 1907 dem Zweitligisten Gainsborough Trinity an. Dort sammelte er in den folgenden vier Jahren nicht nur 100 Einsätze in Meisterschaftsspielen an, sondern beeindruckte im Januar 1911 in einer der Partie des FA Cups beim FC Liverpool. Die Partie ging zwar mit 2:3 verloren, aber Lowe hatte sich bis dahin den Ruf als einer der besten Defensivspieler der Second Division auf der Halbposition erarbeitet. Bereits im Mai 1911 verpflichteten ihn die „Reds“, die sich von dem zweikampfstarken und verlässlich geltenden Neuzugang eine künftige Rolle als Schlüsselspieler versprachen.
Obwohl Lowe in seiner Debütsaison 1911/12 auf 29 Erstligaeinsätze kam, verlief das Jahr enttäuschend und Liverpool gelang nur knapp der Klassenerhalt mit einem Punkt Vorsprung auf den ersten Absteiger Preston North End. Zwischen 1913 und 1915 führte Lowe das Team als Mannschaftsführer an und damalige Presseberichte rühmten ihn mit dem Spitznamen „Captain Courageous“, der als eher stiller Vertreter galt und vielmehr mit Aktionen auf dem Spielfeld auffiel. Nachdem er zunächst als linker oder rechter Außenläufer agiert hatte, wechselte er in der Saison 1913/14 ins Zentrum und wurde damit der Erwartung als Kernspieler gerechter. Unglücklicherweise verletzte er sich im vorletzten Ligaspiel im April 1914, so dass er das Endspiel im englischen Pokal – das erste in der Liverpooler Vereinsgeschichte – verpasste. Das Finale ging mit 0:1 gegen den FC Burnley verloren und in einer sehr seltenen Entscheidung gewährte ihm der englische Fußballverband per Ausnahme eine offizielle Medaille für den unterlegenen Endspielteilnehmer – sie wurde viele Jahre später im Oktober 2008 bei einem Sammler wiedergefunden und der Wert mit circa 10.000 Pfund taxiert. Zur Spielzeit 1914/15 konnte Lowe rechtzeitig genesen und absolvierte noch einmal 28 Pflichtspiele, bevor der Erste Weltkrieg eine langjährige Unterbrechung des offiziellen Ligaspielbetriebs zur Folge hatte.
Als im Jahr 1919 der Wettbewerb wieder aufgenommen wurde, war der mittlerweile 33-jährige Lowe weiterhin im Kader des FC Liverpool vertreten, aber der viereinhalb Jahre jüngere Walter Wadsworth verdrängte ihn schnell aus der Stammformation. Lowe bestritt nur noch fünf Begegnungen in der Saison 1919/20 und wechselte im März 1920 zum Zweitligisten Nottingham Forest, für den er in Kriegszeiten lange als „Gastspieler“ aktiv gewesen war. Er ließ sich fortan in Newark nieder und ließ später die aktive Karriere bei Mansfield Town, Newark Town und dem FC Grantham (1932/32, 33 Saisoneinsätze)  ausklingen. Gut drei Jahrzehnte später verstarb er am 25. Oktober 1958 im Alter von 72 Jahren in der Stadt Worksop – ebenfalls in der Grafschaft Nottinghamshire gelegen.